# 第59師団 (日本軍)
第59師団（だいごじゅうきゅうしだん）は、大日本帝国陸軍の師団の一つ。

## 概要
第59師団は、太平洋戦争開戦後に中国に在った独立混成旅団を改編し、占領地の警備と治安維持を目的に編成された治安師団の一つであり、独立混成第10旅団を改編して編成された。
前身である独立混成第10旅団は、中国山東省済南（同省の首都）地区の警備や治安維持担当した。第59師団の補充業務は東京師管が担当した。師団の編制は、4つの独立歩兵大隊から成る歩兵旅団（甲師団の歩兵旅団は2個連隊構成）を2つ持ち、砲兵力を欠いた丙師団である。なお軍旗は連隊に下賜されるため、軍旗を持たない兵団である。

## 沿革
第59師団は、1942年（昭和17年）2月2日に済南で編成された後、司令部を済南に置き、前身であった独立混成第10旅団の任務を引き継ぎ済南付近の警備や治安維持に従事した。
同年6月初旬、新泰、萊蕪県東方山地、次いで館陶県地区の討伐作戦に従事。 同年8月には、一部兵力を以って第1次・第4次魯中作戦（于学忠捕捉作戦）に従事した。同年11月中旬からは第4次魯東作戦に参加した。この作戦では済南地区から東進、山東半島突端まで進撃し、中国軍の包囲に成功した。 

同年12月下旬、館陶県の駐屯地において転属を不満とする兵の叛乱が発生した。兵2名が死刑となり直属上司であった中隊長は自決した。また軍司令官、師団長、旅団長、大隊長が更迭された。
1943年（昭和18年）1月、軍直轄部隊と協同による討伐作戦では大王村（済南の北東）地区の中共軍を包囲急襲した。 同年4月から春季太行作戦、済南章邱地区の剔抉作戦、衣剿共作戦などの治安粛正の諸作戦に従事した。 同年7月中旬から歩兵第54旅団主力が第35師団長指揮下に入り、十八夏太行作戦に参加、省境付近の中共軍を掃討した。また、11月中旬一部兵力を以って軍直轄部隊に協同して十八秋魯中作戦に参加した。
1944年（昭和19年）1月下旬、河南作戦（一号作戦の第一期）が下令され、北支那方面軍も兵力を抽出したため、師団の警備担任地域は山東全域および旧黄河下流地帯に拡大した。また、一部兵力を以って河南作戦に参加した。 同年3月下旬から8月中旬にかけて衣剿共八号～十一号作戦、その直後から十九夏山東作戦、10月下旬から十九秋山東作戦と間断ない治安粛正に従事した。
1945年（昭和20年）3月、師団迫撃砲隊を編成し師団編合に編入された。 同年5月、師団全力による秀嶺作戦に従事中に北朝鮮転用が発令され、同月30日関東軍隷下へ編入後、6月18日第34軍隷下に編入。7月初旬から済南から鉄道輸送により朝鮮咸鏡南道咸興に到着し、同地区警備および陣地構築中に終戦を迎えた。

## 師団概要

### 歴代師団長
- 柳川悌 中将：1942年（昭和17年）4月1日 - 1943年3月1日[1]
- 細川忠康 中将：1943年（昭和18年）3月1日 - 1945年3月31日[2]
- 藤田茂 中将：1945年（昭和20年）3月31日 - 終戦[3]

### 参謀長
- 関谷順 中佐：1942年（昭和17年）4月13日 - 1943年6月10日[4]
- 江田稔 中佐：1943年（昭和18年）6月10日 - 1945年1月12日[5]
- 武部松雄 中佐：1945年（昭和20年）1月12日 - 終戦[6]

### 最終司令部構成
- 参謀長：武部松雄大佐
  - 参謀：村上勇二少佐
  - 参謀：谷垣迪男少佐
- 高級副官：伊藤久次郎少佐

### 最終所属部隊
- 歩兵第53旅団（東京）：上坂勝少将
  - 独立歩兵第41大隊（東京）：栗木卓男大尉
  - 独立歩兵第42大隊（佐倉）：風神泰彦大尉
  - 独立歩兵第43大隊（佐倉）：草野清少佐
  - 独立歩兵第44大隊（甲府）：原口準三大尉
- 歩兵第54旅団（甲府）：長島勤少将
  - 独立歩兵第45大隊（甲府）：酒井利郎少佐
  - 独立歩兵第109大隊（東京）：坪井正佐大佐
  - 独立歩兵第110大隊（甲府）：植野重利少佐
  - 独立歩兵第111大隊（佐倉）：藤田宏大佐
- 第59師団迫撃砲隊：芳信雅之大尉
- 第59師団工兵隊：桑原実少佐
- 第59師団通信隊：野口政喜少佐
- 第59師団輜重隊：小池忠太郎少佐
- 第59師団野戦病院：森富士雄軍医少佐
- 第59師団病馬廠：森磐次獣医大尉